# Ludwig Breitwieser
Ludwig Breitwieser (* 12. Mai 1900 in Ober-Ramstadt; † 31. Dezember 1965 in Offenbach am Main) war ein deutscher Grafiker und Lehrer (Studienrat).

## Leben
Georg Karl Ludwig Breitwieser wurde 1900 in Ober-Ramstadt bei Darmstadt geboren. Seine Eltern waren der Steinbruchbesitzer (Basaltwerk Roßberg – OHI) Ludwig Breitwieser II. und Sophie Elise Wilhelmine, geb. von Wachter. Er besuchte das Ludwig-Georgs-Gymnasium in Darmstadt. Dort gehörte er zu den Gründungsmitgliedern der expressionistischen Vereinigung Die Dachstube. Aufgrund seiner künstlerischen Begabung übernahm er zusammen mit Joseph Würth die grafische Gestaltung der Publikationen, u. a. mit Texten von Carlo Mierendorff und Theodor Haubach. Zudem gestaltete er die Flugblätter, die bis November 1918 erschienen sind. 
Nach dem Ersten Weltkrieg studierte er und schlug die Laufbahn eines Lehrers ein. Von 1929 bis 1931 war er an einer deutschen Schule in Mexiko. Als Lehrer war er in Gedern, Seligenstadt und Offenbach am Main tätig. Im November 1938 wurde er zum Studienrat befördert.
Breitwieser beschäftigte sich intensiv mit den Werken von William Shakespeare und publizierte hierzu nach dem Zweiten Weltkrieg seine Forschungsergebnisse im Selbstverlag. Sein größtes Verdienst war es, nach dem Zweiten Weltkrieg die noch lebenden ehemaligen Mitglieder der „Dachstube“ zu suchen und mit ihnen gemeinsam die Geschichte der „Dachstube“ aufzuschreiben. Dieser Bericht ist nach seinem Tod 1976 erschienen und beleuchtet die zentralen Aspekte der Entstehung und des Wirkens des früheren Freundeskreises. 

## Veröffentlichungen
- Der Falsche und der Wahre Shakespeare. Selbstverlag, Offenbach a. M. 1963.
- „Die Dachstube“. Das Werden des Freundeskreises und seiner Zeitschrift. (zusammen mit Fritz Usinger und Hermann Klippel). Justus von Liebig Verlag, Darmstadt 1976.